# Szőllősy-Verzeichnis
Das Szőllősy-Verzeichnis (Abkürzung: Sz), benannt nach dem Komponisten und Musikwissenschaftler András Szőllősy (1921–2007), ist ein häufig verwendetes Verzeichnis der Kompositionen und musikologischen Schriften des ungarischen Komponisten Béla Bartók. Szőllősy veröffentlichte dieses Werkverzeichnis in dem von ihm 1956 herausgegebenen Buch Ausgewählte Schriften von Béla Bartók; 1966 erschien das von ihm 
vervollständigte Verzeichnis in dem Werk Gesammelte Schriften von Béla Bartók. 
Den Werken sind in diesem Verzeichnis Nummern zugeordnet (Szőllősy-Werknummer oder Szőllősy-Nummer), auf die häufig bei Werkangaben in wissenschaftlichen Arbeiten, Konzertprogrammen, auf Tonträgern oder ähnlichem verwiesen wird. Vor die Nummer wird die Abkürzung Sz gesetzt.
Beispiel: Béla Bartók, Klavierkonzert Nr. 1 Sz 83